# Обсада на Никея (1331)
Вижте пояснителната страница за други значения на Обсада на Никея.
Обсадата на Никея се провежда от 1328 до 1331 от силите на Осман I и води до завладяването на ключовия византийски град от турците. Той играе важна роля в експанзията на Османската империя.

## Обсадата
От 1326 г. земите около Никея падат в ръцете на турците и те завземат Бурса, установявайки своята столица опасно близо до византийската столица Константинопол. През 1328 Орхан, синът на Осман започва да обсажда Никея, която е в състояние на периодична блокада от 1301 г. Османците нямат силите да контролират достъпа до града през пристанището на езерото. В резултат на това обсадата се проточва няколко години без завършек.
През 1329 г. император Андроник III Палеолог се опитва да прекъсне обсадата. Той води помощни сили, за да изгони османците от Никомедия и Никея. След незначителни успехи в началото византийските войски претърпяват поражение при Пелеканон и се оттеглят. Когато става ясно, че имперските войски няма да могат да спасят града от османците, Никея окончателно пада под османско владичество през 1331 г.